# Kasseler Hütte (Zillertaler Alpen)
De Kasseler Hütte is een schuilhut van de Deutsche Alpenvereins (DAV). Het ligt op 2177 m hoogte in de Zillertaler Alpen aan het begin van het Stilluptal, boven Mayrhofen, en behoort tot de sectie Kassel.

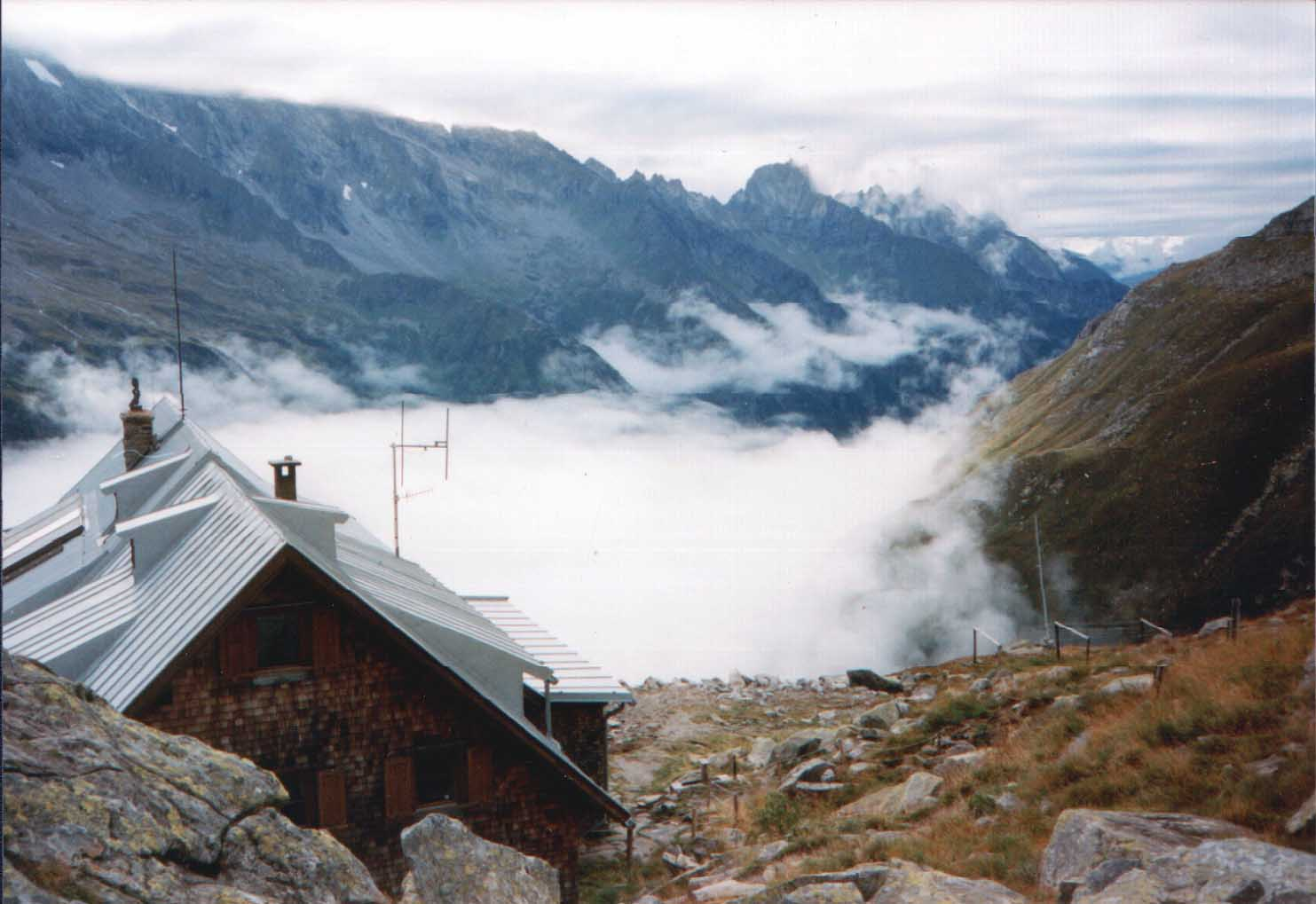
De Kasseler Hütte

## Geschiedenis
Na het verlies van de oude hut (ten gevolge van de Eerste Wereldoorlog), werd op 27 augustus 1927 door de DAV-Sectie van Kassel een nieuwe hut in gebruik genomen. De eerste eigenaar van de hut was de 70-jarige Gustav Gotthilf Winkel. In 1978 werd, na een lange bouwtijd, een verbinding naar de Edelhütte opengesteld. In 1999 kreeg de hut de Umweltgütesiegel für Alpenvereinshütten, een onderscheiding voor een milieuvriendelijke alpenhut.

## Overgangen
- Greizer Hütte, over de Lapenscharte (2701 m)
- Karl-von-Edel-Hütte, over de Aschaffenburger Höhenweg, een zeer moeilijke en lange weg.
- Sundergrund met de Kainzenalm over de Stangenjoch (3066 m, gletsjerovergang)

## Toppen in de buurt(selectie)
- Großer Löffler, 3379 m, wandeltijd 7 uur.
- Grüne-Wand-Spitze, 2946 m, wandeltijd 2½ uur.
- Hintere Stangenspitze, 3225 m, wandeltijd 3½ uur.
- Keilbachspitze, 3094 m, wandeltijd 3½ uur.
- Wollbachspitze, 3210 m, wandeltijd 3½ uur.